# Associazione scouts sloveni in Italia
L'Associazione scout sloveni in Italia (in Sloveno Slovenska Zamejska Skavtska Organizacija) è un'associazione di scout e guide della minoranza slovena in Italia.
La SZSO (acronimo dell'associazione) è un'organizzazione non governativa giovanile, senza fini di lucro, guidata da volontari.

## Storia dello scautismo sloveno in Friuli-Venezia Giulia
La nascita dello scautismo sloveno in Friuli-Venezia Giulia risale al 1951, quando il cappellano Lojze Zupančič e i professori Oton Berce e Ivan Theuerschuh diedero vita alla prima squadriglia di esploratori sloveni a Servola (Trieste) e, successivamente, a un'altra nella parrocchia di Roiano. L'anno seguente condussero un campo congiunto sul Monte Santo di Lussari. Ufficialmente, l'Associazione degli scout triestini sloveni (Združenje slovenskih tržaških skavtov) è stata registrata nel 1953. Il primo assistente spirituale divenne Lojze Zupančič, il primo capogruppo Oton Berce e il primo capo scout Ivan Theuerschuh. Nel 1959, per iniziativa del dottor Jože Prešeren, venne organizzato anche il gruppo delle guide triestine slovene. Nel 1963 anche a Gorizia venne organizzato il primo gruppo di guide slovene, che fu però di breve durata. L'anno seguente, nel 1964, è stata registrata l'Associazione degli scout goriziani sloveni (Združenje slovenskih goriških skavtov) e nel 1967 vengono nuovamente censite le guide goriziane slovene.
Nell'estate del 1976 a Pinedo, frazione di Claut, fu organizzato il primo jamboree degli scout e guide sloveni di Friuli-Venezia Giulia, con la partecipazione anche degli scout sloveni dalla Carinzia.

## Formazione e costituzione della SZSO
Nel 1971 fu pubblicato il primo numero di Jambor, il giornalino degli esploratori sloveni di Trieste (in seguito anche delle guide), attualmente notiziario ufficiale della SZSO. 
Gli esploratori e le guide slovene in Italia, inizialmente organizzati in due distinte associazioni, si riunirono nella SZSO (Slovenska Zamejska Skavtska Organizacija) il 30 marzo 1976, ufficialmente registrata il 15 dicembre successivo. 

### Lo scopo di SZSO
SZSO è un'organizzazione educativa cattolica di giovani sloveni, espressione del movimento scout degli sloveni in Italia. È basata sui valori del cristianesimo, della identità slovena e della democrazia. È un'organizzazione apartitica ed esercita la sua missione sociale e politica in completa autonomia. Riconosce il lavoro di singoli individui e altre organizzazioni educative vivendo la propria vocazione cristiana all'interno delle parrocchie locali.

## Organizzazione
L'SZSO presenta un'organizzazione verticale, suddivisa in tre livelli: livello provinciale, livello regionale (Trieste o Gorizia), livello di zona o gruppo (che non segue una rigida divisione geografica e non tiene conto dei confini amministrativi come comuni), chiamato steg in sloveno.
La Deželno vodstvo (direzione provinciale) si configura come l'organo supremo della SZSO ed è costituito dal capo scout provinciale (Deželni načelnik), dal capo guida provinciale (Deželna načelnica), dal segretario-tesoriere, dal commissario per le relazioni pubbliche, dai commissari della metodologia e dai commissari per la formazione capi. A livello regionale sono attivi il Pokrajinsko vodstvo Trst (direzione regionale di Trieste) e il Pokrajinsko vodstvo Gorica (direzione regionale di Gorizia) con capo scout regionale e capo guida regionale, segretario-tesoriere: custode della proprietà e assistente spirituale.
La base dell'Associazione scouts sloveni a Gorizia è lo steg Gorica, mentre gli scout della zona di Trieste sono organizzati  nel Steg Trst e nel Kraški steg. Altri gruppi di scout associati operano a Opicina (Opčine), Aurisina (Nabrežina), Bagnoli della Rosandra (Boljunec), Duino (Devin), San Giovanni di Duino (Štivan) e Doberdò del Lago (Doberdob).
| Suddivisione in branche                       | Suddivisione in branche | Suddivisione in branche            | Suddivisione in branche |
| Nome branca                                   | Fascia d'età            | Motto                              |                         |
| --------------------------------------------- | ----------------------- | ---------------------------------- | ----------------------- |
| volčiči in volkuljice (VV) Lupetti e Lupette  | 8 - 11                  | »Kar najbolje« (Del nostro meglio) |                         |
| izvidniki in vodnice (IV) Esploratori e Guide | 11 - 16                 | »Bodi pripravljen« (Siate pronti)  |                         |
| popotniki in popotnice (PP) Rover e Scolte    | (17-20) - 21            | »Služiti« (Servire)                |                         |
|                                               |                         |                                    |                         |

## Cooperazione con ZSKSS e AGESCI
La SZSO ha stabilito un accordo per favorire il cosiddetto scautismo transfrontaliero con l'Associazione Guide e Scout Cattolici Sloveni (ZSKSS).
La SZSO ha rapporti anche con l'Associazione Guide e Scouts Cattolici Italiani (AGESCI), con la quale ha convenuto un memorandum della mutua cooperazione.